# Klinische Lykanthropie
Als Klinische Lykanthropie (seltener Lykomanie) wird die Wahnvorstellung eines Menschen bezeichnet, in einen Wolf verwandelt zu werden. Sie kann als seltenes Symptom bei psychiatrischen Erkrankungen auftreten. Vor allem in englischsprachigen Veröffentlichungen wird Lykanthropie auch verallgemeinernd als Bezeichnung für klinische Zooanthropie verwendet, also die Wahnvorstellung, in ein (beliebiges) Tier verwandelt zu sein.

## Geschichte
Die Bezeichnung Lykanthropie geht zurück auf König Lykäon, welcher der griechischen Mythologie zufolge als göttliche Strafe in einen Wolf verwandelt wurde. Im Französischen wird der Begriff lycanthropie mindestens seit dem 16. Jahrhundert für die Wahnvorstellung, in einen Wolf verwandelt zu sein, verwendet, die damals noch als eigenständige Erkrankung angesehen wurde. Auch im Englischen ist lycanthropy seit den 1580ern in dieser Verwendung bekannt.
Das Phänomen der klinischen Lykanthropie gilt als eines der ältesten beschriebenen psychiatrischen Symptome und tritt weltweit auf, allerdings vergleichsweise selten. Unter 56 Fällen klinischer Zooanthropie, die in der medizinischen Fachliteratur von 1850 bis 2012 beschrieben wurden, waren 13 Fälle klinischer Lykanthropie vertreten. Eine weitere Übersichtsstudie zählte 20 Fälle klinischer Lykanthropie von 1852 bis 2020.

## Hintergrund und Behandlung
Die gefühlte Gewissheit, sich in ein Tier zu verwandeln oder bereits verwandelt zu sein (klinische Zooanthropie), kann als sekundäres Wahnsymptom bei schizophrenen Psychosen, schizoaffektiven Psychosen, Demenz sowie seltener bei Persönlichkeitsstörungen und als Folge der Einnahme psychotroper Substanzen auftreten. Dabei ist die Ausprägung, z. B. bei der Art des Tieres, stark abhängig von kulturellen Faktoren. Die Behandlung zielt auf die Grunderkrankung ab und basiert auf medikamentöser Therapie und Psychotherapie. Dabei gilt die klinische Lykanthropie als kurzfristiges Symptom, das in der Regel bald abklingt.